# سابزال
سابزال بلدية في ولاية ماتو غروسو في المنطقة الوسطى الغربية من البرازيل.